# جي. إرنست وارتون
جي. إرنست وارتون هو قاضي ومحامي وسياسي أمريكي، ولد في 23 مارس 1899 في بينغامتون في الولايات المتحدة، وتوفي في 19 يناير 1990. نشط حزبياً في الحزب الجمهوري. وقد انتخب عضو مجلس النواب الأمريكي ‏.